# Bokungu
Bokungu este un oraș în  provincia Équateur, Republica Democrată Congo. În 2012 avea o populație de 8 156 de locuitori, iar în 2004 avea 6 767.